# Anahita (nome)
Anahita (in alfabeto persiano: آناهیتا) è un nome proprio di persona persiano femminile.

## Varianti
- Femminili: ناهید (Nahid, Naheed)[1], اناهید (Anahid)[1]

### Varianti in altre lingue
- Armeno: Անահիտ (Anahid, Anahit)[1]
- Catalano: Anaís[2], Anaïs[3]
- Greco antico: Ἀναῗτις (Anaï̂tis)[1][4]
- Francese: Anaïs[2][4]
- Spagnolo: Anaís[2], Anais[3]

## Origine e diffusione
Riprende il nome di Anahita, antica divinità persiana e zoroastriana dell'acqua e della fertilità: deriva, tramite il persiano antico 𐎠𐎴𐏃𐎡𐎫 (Anahita), dall'avestico 𐬀𐬥𐬁𐬵𐬌𐬙𐬀 (anāhita), che vuol dire "immacolata", "pura" (lo stesso significato del nome Immacolata). In avestico, questo era in origine un epiteto applicato a diverse divinità, che però col tempo finì per indicare esclusivamente quella chiamata 𐬀𐬭𐬆𐬛𐬎𐬎𐬍 (Arəduuī). 
Il suo culto raggiunse l'antica Grecia, dove era identificata sia con Artemide, sia con Afrodite; in greco antico il suo nome è reso Ἀναῗτις (Anaï̂tis), da cui deriva probabilmente il moderno nome francese Anaïs, noto in particolare per essere stato portato dalla diarista Anaïs Nin (anche se alcune lo considerano una variante provenzale di Anna). 
Il nome è inoltre tuttora in uso in lingua persiana, nella forma ناهید (Nahid), che è tra l'altro anche il nome del pianeta di Venere.

## Persone
- Anahita Ratebzad, politica e rivoluzionaria afghana

### Variante Anaïs
- Anaïs Bescond, biatleta francese
- Anaïs Caradeux, sciatrice francese
- Anaïs Chevalier, biatleta francese
- Anaïs Croze, cantante francese
- Anaïs Demoustier, attrice francese

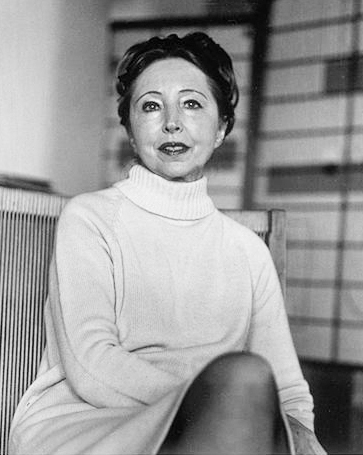
Anaïs Nin

- Anaïs Fargueil, attrice teatrale francese
- Anaïs Mitchell, cantautrice e chitarrista statunitense
- Anaïs Nin, scrittrice statunitense
- Anaïs Ségalas, scrittrice francese

### Altre varianti
- Anahit C'ic'ikyan, violinista e musicologa armena
- Anais Mali, supermodella francese
- Anaís Méndez, atleta paralimpica ecuadoriana
- Nahid Persson, regista iraniana naturalizzata svedese

## Il nome nelle arti
- Anais Watterson è un personaggio della serie animata Lo straordinario mondo di Gumball.